# Ulikowo
Ulikowo [uliˈkɔvɔ] (tiếng Đức: Wulkow) là một ngôi làng thuộc khu hành chính của Gmina Stargard, thuộc huyện Stargardzki, Zachodniopomorskie, ở phía tây bắc Ba Lan. Nó nằm khoảng 7 kilômét (4 mi) về phía đông của Stargard và 38 km (24 mi) về phía đông của thủ đô khu vực Szczecin.
Làng có dân số 564.

## Cư dân đáng chú ý
- David Hollatz (1648 Từ1713), giáo điều Lutheran